# حسام‌الدین خلیل خورشیدی
حسام الدین خلیل بن بدر بن شجاع الدین خورشید  پنجمین اتابک لر کوچک و نوه بنیانگذار این سلسله  "شجاع الدین خورشید" بوده است.  و به دلیل خروج از فرمان خلیفه و پیوستن به مغولان در نبرد با شهاب الدین سلیمانشاه ایوایی کشته شد.
این دودمان اصالتا لرتباربودند آل خورشید از طایفه جنگروی شعبه سلبوری بود.

## طوایف لر کوچک
در کتاب تاریخ مغول نوشته عباس اقبال مورخ نامدار ایرانی در مبحث لر کوچک آمده است:
طوایف لر کوچک (استان های لرستان و ایلام امروزی) قبایلی بودند مخلوط از کردان آسیای صغیر و لران ایرانی که در حدود بین عراق عجم و عراق عرب ییلاق و قشلاق می کردند و خراج خود را به دیوان بغداد می دادند و کمتر موقعی می شد که حاکمی بر خود داشته باشند.در سال ۵۸۰ یکی از روسای ایشان که شجاع الدین خورشید نام داشت طوایف لر کوچک (مخلوطی از کردها و لرها) را تحت امر خود در آورد و بر قلعه معتبر مانرود از قلاع مستحکم لرستان استیلا یافت.اقتدار پیدا کردن شجاع الدین خورشید و اتباع او بر ناصرالدین خلیفه خودخواه عباسی ناگوار آمد و خلیفه شجاع الدین خورشید و برادرش نورالدین محمد را به بغداد خواست و تسلیم قلعه مانرود را از ایشان مطالبه کرد.چون این دو برادر از تسلیم قلعه ابا کردند ناصر آن دو برادر را محبوس ساخت ؛ نورالدین در حبس مرد و شجاع الدین به واگذاری قلعه مانرود ناچار شده در عوض حکومت ولایت طرازک از ولایت خوزستان را به او محول نمود و شجاع الدین قریب سی سال دیگر در آن حدود حکومت می کرد تا آنکه در سال ۶۲۱ وفات یافت درحالیکه سنش از صد متجاوز بود.

— عباس اقبال، کتاب کتاب تاریخ مغول، صفحه ۴۴۹ 

## به قدرت رسیدن حسام الدین خلیل
شجاع الدین خورشید پسر خود بدر، و برادرزاده خود سیف الدین رستم را در آخر عمر که از کار افتاده بود به اداره امور تابعه و حکمرانی منصوب کرد و ولایتعهدی خویش را به ترتیب به بدر و بعد از اون به سیف الدین رستم واگذاشته بود. اما سیف الدین در حیات شجاع الدین از پیری و خرفتی او استفاده کرده بدر را به خیانت نسبت به پدر متهم کرد و پدر را به کشتن بدر واداشت و خود بعد از عم (عمویش) به امارت رسید.
سیف الدین رستم مدتی را در لرستان به عدل و انصاف حکومت می کرد ولی عاقبت برادرش شرف‌الدین ابوبکر، و پسر بدر، امیرعلی بر او شوریدند و او را کشتند و شرف الدین ابوبکر جای او را گرفت؛ اما برادر دیگر او عزالدین گرشاسف امیرعلی را به انتقام خونش قتل رسانید.
خلیفه عباسی پسر دیگر بدر، یعنی حسام الدین خلیل را که از زمان قتل پدر در بغداد بود به لرستان روانه کرد؛ ولی حسام الدین خلیل چون شرف الدین را در قصد خود دید به دارالخلافه برگشت و شرف الدین نیز مقارن همین ایام هلاک شده برادرش عزالدین گرشاسف به مقام امارت رسید.
حسام الدین خلیل بار دیگر به لرستان آمد و با عزالدین گرشاسف که خواهر شهاب الدین سلیمان شاه ایوایی از روسای معتبر کرد را داشت به جنگ پرداخت و عزالدین را مغلوب ساخت.

## واقعه قتل حسام الدین خلیل
عباس اقبال مورخ مشهور ایرانی در ذیل قتل حسام الدین خلیل خورشیدی ادامه می‌دهد:
حسام الدین خلیل در نهایت سلیمانشاه را منهزم کرده قسمتی از کردستان را از تصرف او بیرون آورد ولی چون سلیمانشاه تحت‌ حمایت معتصم بالله خلیفه عباسی و از امرای لشکری دار الخلافه بود به کمک سپاهیانی که خلیفه به او داد حسام الدین خلیل را مغلوب ساخت و حسام الدین علیرغم خلیفه و سلیمانشاه به مغول توسل جسته و مغول حسام الدین را تحت حمایت خود گرفته او را به شحنگی لر کوچک منصوب نمودند.سلیمانشاه بار دیگر به کمک ۶۹۰۰۰ نفر از لشکریان خلیفه بر سر حسام الدین خلیل تاخته او را در سال ۶۴۰ در صحرای شاپورخواست (از بلاد بین اصفهان و خوزستان در ۲۲ فرسخی نهاوند) به قتل رساند و جسد او را سوخت‌.

— عباس اقبال، کتاب تاریخ مغول، صفحه ۴۵۰
ابن فوطی مورخ سرشناس سده ۷ و ۸ ه.ق و کتابدار رصدخانه مراغه نیز واقعه قتل حسام‌الدین خلیل پنجمین اتابک لر کوچک را به خروج وی از فرمان خلیفه و پیوستن به مغولان مرتبط می‌داند و در کتاب الحوادث الجامعه و ذیل عنوان «ذکر قتل خلیل بن بدر کرد» در کتاب الحوادث الجامعه می‌نویسد :
از فرمان خلیفه خارج شد (حسام الدین خلیل) و به مغولان پیوست. جامه قلندران می پوشید و می گفت از اصحاب شیح احمد بن رفاعی است. مبلغ اباحیگری بود و خلق کثیری بر او گرد آمدند. شراب می خورد و حشیش مسکر.شمار بسیاری از مغولان و جز ایشان با او خروج کردند (از فرمان خلیفه) و آهنگ لِحف نمودند. و اموال جماعتی از رعایای سلیمانشاه را تاراج کردند و قلعه وهار را محاصره نمودند. این قلعه نیز از آن سلیمانشاه بود.سلیمانشاه با گروهی از جنگجویان خود به نبرد او رفت.از هنگام نیمروز تا عصر جدال و آویز بود.از یاران خلیل و مغولان که با او همراه بودند هزار و ششصد سوار و پیاده کشته شدند. خلیل منهزم شد. یکی از یاران سلیمانشاه او را بگرفت.خلیل وعده اش داد که اگر او را نکشد مال فراوانش خواهد داد.پس اسیرش کرد. گروهی از ترکمانان از یاران سلیمانشاه بر او گذشتند. خلیل بسیاری از یارانشان را کشته بود.اینان او را کشتند و سرش را نزد سلیمانشاه فرستادند. سلیمانشاه فرمود تا سر را بر دروازه خانقین بیاویزند و آویختند.

— ابن فوطی، کتاب الحوادث الجامعه، صفحه ۱۵۵ (در ترجمه فارسی بخش دوم، صفحه ۱۲۱)